# Левіна Ольга Вадимівна
О́льга Вади́мівна Ле́віна (Сухаревська; нар. 23 жовтня 1961, Харків) — радянська і українська шашкістка. Чотириразова чемпіонка світу з міжнародних шашок серед жінок (1981, 1987, 1989, 1993), у тому числі 1989 року — зі стовідсотковим результатом (виграла всі партії в турнірі за круговою системою), триразова чемпіонка СРСР (1981, 1984, 1987).

## Загальні відомості
Донька українського поета Вадима Левіна.
З золотою медаллю закінчила Харківський фізико-математичний ліцей № 27.
З відзнакою закінчила механіко-математичний факультет Харківського університету (1983).
З 1995 року мешкає у Хайфі (Ізраїль).

## Спортивні досягнення
Міжнародний гросмейстер, заслужений майстер спорту СРСР (1988).

## Тренери
Перші тренери — Володимир Іванович Харько, Віктор Борисович Добринін, згодом Матвій Леонтійович Ашбель, на професійному рівні — Зиновій Ісаакович Цирик, якому допомагали тренери і секунданти Олександр Могилянський (1982), Олександр і Вадим Вірні (1984—1988), Олексій Безвершенко (1990). З 1988 року тренувалась самостійно.

## Результати
| Рік  | Місце проведення | Турнір/Матч                        | Результат | Місце |
| ---- | ---------------- | ---------------------------------- | --------- | ----- |
| 1981 | Рига             | Турнір                             | 6+ 2= 1-  | 1     |
| 1982 | Москва           | Матч з Оленою Альтшуль             | 1+ 8= 3-  | 2     |
| 1983 | Сандомир         | Турнір                             | 8+ 2= 1-  | 2     |
| 1984 | Таллінн          | Матч з О. Альтшуль                 | 0+ 6= 3-  | 2     |
| 1986 | Канни            | Турнір                             | 8+ 4= 1-  | 4     |
| 1987 | Мінськ           | Турнір                             | 9+ 4= 0-  | 1     |
| 1988 | Ялта             | Матч з Зоєю Садовською (Голубєвою) | 0+ 7= 3-  | 2     |
| 1989 | Росмален         | Турнір                             | 11+ 0= 0- | 1     |
| 1990 | Піцунда          | Матч з З. Садовською               | 0+ 7= 3-  | 2     |
| 1993 | Брюнсюм          | Турнір                             | 6+ 5= 0-  | 1     |
| 1995 | Бамако           | Турнір                             | 2+ 9= 2-  | 6     |